# Zenia Marshall
Pour les articles homonymes, voir Zena Marshall et Marshall.
Zenia Marshall, née le 31 mai 1999 à Vancouver (Colombie-Britannique), est une actrice, chanteuse et auteure-compositrice canadienne.

## Filmographie

### Télévision

#### Séries télévisées
- 2017 : Supergirl : une étudiante
- 2017 : Date My Dad : Mirabel Cooper (10 épisodes)[1]
- 2019 : Supernatural : Stacy
- 2019 : Van Helsing : Kim
- 2021 : One of Us Is Lying : Keely Moore (7 épisodes)[2]

#### Téléfilms
- 2016 : Mélodie d'Amour : Ashley
- 2018 : Mélodie d'Amour - Partie 2 : Ashley
- 2019 : L'Île aux mariages : Ashleigh Z[3]
- 2020 : A Godwink Christmas: Second Chance, First Love : Kelly
- 2020 : Un fabuleux coup de foudre pour Noël (A Godwink Christmas: Second Chance, First Love) d'Heather Hawthorn Doyle : Kelly